# Beginergården i Lier
Beginergården i Lier (nederländska: Het Lierse begijnhof) är ett typiskt exempel på en beginergård i staden Lier i Belgien. Den är idag en muromgärdad by i samhället och består av 162 byggnader och den treskeppiga Sankta Margaretakyrkan. Många av dessa har egna namn som exempelvis het Stalleken van Bethlehem (det lilla stallet i Betlehem), Vijf Wondekens (fem undren), Wijngaert des Heren (Herrens vingård) och het Soete Naemken (det söta namnet).
En av de fyra ingångarna till beginergården är markerad av en renässansport som är krönt med en staty av den heliga Begga. Runt omkring på området finns korsväga antakter placerade.

## Historia

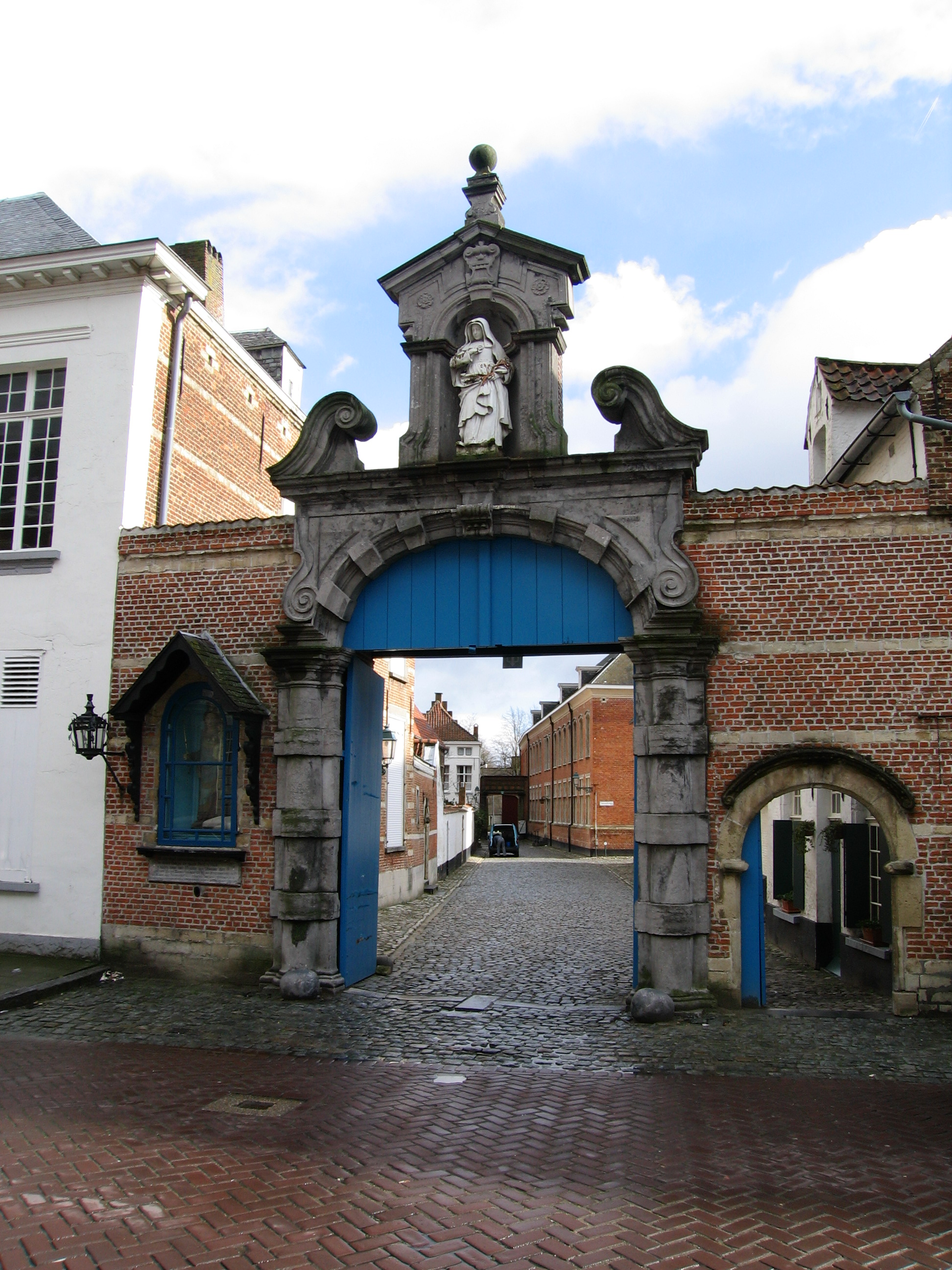
Beingergårdens renässansport

Gemenskapet grundades på 1200-talet, då tre systrar bestämde sig för att avsäga sina arv för att istället grundlägga en plats för andliga kvinnor. 1258 blev anläggningen Liers första kyrkliga institution. Cirka 200 år senare hade beginergården vuxit till att omfatta en kyrka, ett sjukhus och tre kloster för beginerna. Beginergården brann till viss del ned år 1485, 1526 och 1542.
Under 1300- och 1400-talen byggdes det flera hus, en tillväxt som fortsatte under 1600-talet och fram till början av 1700-talet. Barockporten byggdes av muresten på en grund av sandsten runt 1690. Vid sidan av denna port finns en mindre port som användes som nattingång där folk släpptes in efter att fått tillåtelse av portvakterskan.
Sankta Margaretakyrkans barockfasad är från 1600-talet. Under 1700-talet fick den pumphus och en lykta. Prästgården (från cirka 1690) ligger på Begijnhofstraat. Den senaste tillväxten skedde 1721-26 då kanalsidan (de Grachtkant) togs i bruk.
Under den franska revolutionen blev beginergården konfiskerad och såld. Först 1814 fick beginerna åter tillåtelse att använda sina typiska klädedräkter.
På 1990-talet blev stora delar av beginergårdens hus restaurerade. Den östra kanalsidan (inklusive husens interiör) förnyades helt. Dessa hus framsidor ligger in mot beginergårdens centrala område, medan deras fönsterlösa baksida ligger ut mot det lille vattendraget Nete. Den sista av beginerna dog här 1994.

## Beginergården i litteratur
Beginergården i Lier var en av den flamländska författarens Felix Timmermans stora inspirationskällor, han gav området smeknamnet d'amandelboom van Lier (Liers mandelträd) i böckerna Begijnhofsproken (1912) och De zeer schoone uren van Juffrouw Symforosa begijntjen (1918).

## Ett världsarv
1998 blev beginergården i Lier tillsammans med 12 andra beginergårdar ett världsarv under namnet Flamländska beginergårdar.